# Éloi Ouvrard
Éloi Ouvrard est un artiste de café-concert interprète, compositeur, parolier et journaliste français né le 2 juillet 1855 à Bordeaux et mort le 16 novembre 1938 à Bergerac.

## Biographie
D'abord comique paysan, Ouvrard invente le genre comique troupier à l'époque de la « République des ducs ».
Il est l'auteur d'environ 800 chansons (comique troupier, paysannes, grivoises). 
Éloi Ouvrard rédige des articles pour Les Coulisses et Le Journal de Bergerac (republiées dans son autobiographie de 1924), ainsi que deux livres : La Vie au café-concert (1894) et Elle est toute nue : La Vérité sur la vie des coulisses (1928).
Marié avec la chanteuse Fernande Caynon (qui chanta ensuite sous le nom de « Madame Ouvrard »), il est le père de Gaston Ouvrard ou « Ouvrard fils », également auteur-compositeur-interprète.

## Œuvres

### Chansons
Il est notamment l'auteur de la chanson connue et chantée par Michel Polnareff Y a qu'un cheveu sur la tête à Mathieu. En 1951 dans son album Tintin au pays de l'or noir Hergé en cite le titre dans la bouche d'un homme qui a perdu la raison, après avoir tenté de noyer Miilou : 
+ "chiendent - n'y a qu'un cheveu sur la tête à Mathieu, n'y a qu'une dent n'y a qu'une dent - Danton et Robespierre - qui roule n'amasse pas mousse."

### Écrits
- La Vie au café-concert : Études de mœurs, impr. de P. Schmidt, 1894 (Texte intégral sur Gallica[5])
- Elle est toute nue : La Vérité sur la vie des coulisses, exposée par Ouvrard père, … ses mémoires, ses souvenirs, ses révélations, préface de Gustave Fréjaville, au Café-concert, 1928 (Texte intégral)

## Iconographie
Une affiche signée de  l'illustrateur Faria le représente à l'époque de la Gaité-Rochechouard, hilare, avec son barda de Bidasse où est inscrit la mention « Le créateur du genre ». Une autre affiche montre Ouvrard en paysan (petit chapeau, parapluie, panier, pantalons rayés), pointant du doigt une page du Courrier français où est publié un article de Jean d'Arc qui écrit : « Avant l’arrivée d’Ouvrard à Paris, il eut été difficile de se procurer quinze chansonnettes de troupier ! Aujourd’hui, ce genre de saynètes se compte par centaines. Certes, elles n’ont pas été toutes lancées par lui. Mais il a incontestablement créé le genre. »